# Énok első könyve
Énok első könyve (Énok etióp könyve) az i. e. 3. század – i. sz. 1. században keletkezett apokaliptikus jellegű apokrif irat. A hagyomány Énok prófétának tulajdonítja a művet, aki a Genesisben (vö. Gen. 5:21–24) leírtak alapján Istennel járt, aki 365 éves korában magához emelte.

## Névváltozatok
Énok nevének több változata ismert, amely különböző ejtési hagyományokkal magyarázható, illetve feltehetőleg azzal is összefügg, hogy a könyvei nem kanonizálódtak. Énok neve héberül: חֲנוֹך (ejtsd:hanokh), melyet angolszász területen „Enoch”-ként írnak át. Magyarországon az „Énok” a legelterjedtebb írásmód, de „Henok”-változatban is találkozhatunk vele.

## Keletkezési ideje, eredeti nyelve
A tudósok többsége nem fogadja el autentikusnak a művet, ám nincs egységes nézet a keletkezési idejéről. Némelyek véleménye szerint a Kr. e. 6. századra tehető ez az időpont, mások inkább a Makkabeusok kora és késői keresztény kor között helyeznék el.
A mű az ókorban jól ismert volt mind a vallásos zsidók, mind az esszénusok, mind a keresztény közösségek körében. Ismerte a Barnabás levele, a Péter apokalipszise, idézi Jusztinusz, Iréneusz, Órigenész, Alexandriai Kelemen.
Mivel teljes terjedelmében csak 1773-ban került elő Etiópiából etióp nyelven az írás J. Bruce révén, etióp Énok könyve néven is ismeretes, és eredeti nyelvének kérdése sokáig vita tárgya volt. Később egyiptomi keresztény sírokból középkori ógörög nyelvű töredékei kerültek elő, melyeknek korát Kr. u. 800 körülre teszik. A vitát végül az ókorból való kumráni leletek döntötték el, amelyek a mű arámi nyelvű kéziratát tették kutathatóvá.
Az irat saját bevezetője szerint közvetlenül az özönvíz után született, amit a zsidó-keresztény hagyomány Kr. e. 2370-re tett. 

## Szöveghagyomány
A 19. században Énok első könyve etióp nyelven terjedt el Európában, több változata ismert. Az etióp szöveget görögről fordították, az eredeti szöveg valószínűleg héber vagy arámi nyelven íródott.
Az arámi Énok első könyve felfedezése Qumránban valószínűsíthetővé teszi, hogy bizonyos fejezetek eredetije arámi nyelvű volt (1–36. fej. és 72–107. fej.). Az arámi szöveg kisebb része megmaradt görög fordításban: a Virrasztók könyve, Az égi fények mozgásának könyve (77:7–78:1, 78:8, 85:10–86:2, 87:1–3), Énok levele (97:6–105) és Noé születése (106–107:3).
A görög fordítás valószínűleg már az i. sz. 1. század végére elkészült, mert a Jelenések könyvében is használják bizonyos motívumait. A Virrasztók könyvének fennmaradt egy szír nyelvű változata is a 12. századból. Az etióp verziót, amely a teljes Énok első könyvét tartalmazza, az 5–6. században fordították le az eredeti szöveg görög fordításából.

## Felépítése
Énok első könyve hét kisebb könyvre tagolódik, amelyek a következők:
- Virrasztók könyve(1–36. fejezet) kb. i. e. 3. sz.–2. sz.
  - Virrasztók könyve (1–16. fejezet)
  - Énok égi útjai (17–36. fejezet)
- Képes beszédek könyve (37–71. fejezet) i. sz. 1. sz.
- Az égi fények mozgásának könyve (72–82. fejezet) i. e. 3. sz.
- Álmok könyve (83–90. fejezet) i. e. 2. sz.
- Énok levele (91–105. fejezet) i. e. 2. sz. első harmada
- Noé születése (106–107. fejezet) i. e. 2. sz.–1. sz.
- Énok utolsó könyve (108. fejezet) i. sz. 1. sz.[4]

## Tartalma
1) Virrasztók könyve: legfontosabb motívumai: az égi lények bukása, Énok csodás utazásai, melyek végigvonulnak a korpusz későbbi könyvein is.
1–5. fejezet: Bevezetés, melyben a szerző az eljövendő ítéletet és az univerzum szabályos létezéséből következő isteni rendet írja le.
6–11. fejezet: A Virrasztók lázadása és bukása, mellyel a Gen. 6:1–4 elbeszélése is párhuzamosságot mutat. Semihaza a vezető és a többi Virrasztó megkívánják az ember lányait és utódok születnek tőlük: az óriások. A Virrasztók különböző tiltott dolgokra, mágiára és pusztító fegyverek készítésére tanítják az embereket. Gábriél arkangyal feladata lesz, hogy elpusztítsa az óriásokat, Mikáélé pedig, hogy bebörtönözze a Virrasztókat.
12–36. fejezet: Énok utazásával folytatódik az elbeszélés, melynek során Énok meglátja a Teremtés elemeit (gyehenna, Paradicsom, Nap, csillagok stb.) és Isten trónusát.
2) Képes beszédek könyve: nem találták meg Qumránban, a qumrániak az Óriások könyve című alkotást örökítették tovább.
37–71. fejezet: a megváltásról és a végítélet napjáról szól. Az Emberfia/Választott/Messiás/Igaz nevű lény itt jelenik meg először az Énok-korpuszon belül, aki még az ember teremtése előtt lett teremtve, s majd az Ítélet Napján fog bíráskodni az emberek felett.
3) Az égi fények mozgásának könyve: ennek a könyvnek a Qumránban megtalált változata sokkal hosszabb az etióp fordításnál, az Énok-korpusz többi részétől függetlenül hagyományozódott.
72–82. fejezet: A szöveg témája: asztronómiai és meteorológiai leírások, illetve a 364 napos időszámítás alapjai. A 364 napos év négy, 91 napos periódusra oszlik a szoláris naptár alapján. Ez a rész bizonyos rokonságot mutat a Gen. 5:23-ban leírt 365 napos évvel, amennyi idősen Énokot elragadta Isten, ugyanakkor bizonyos kronológiák a Bibliában a 364 napos évre épülnek. Az égitestek és a természeti jelenségek szabályosságának magyarázata azt a célt szolgálja, hogy ezzel bizonyítsa a szerző, hogy a világban isteni törvényszerűség uralkodik. Az égi törvények ismerete az isteni törvény ismeretének az alapja, tehát ha valaki félreérti a természeti jelenségeket, az az isteni törvény ellen vét.
4) Álmok könyve: Énok első könyvének legegységesebb része, két álom tagolja a könyvet. Hasonlít a Képes beszédek könyvéhez, mert itt is a végítéletről van szó.
83–90. fejezet: Az első álomban az ítélet a Genesisből ismert vízözön-történet mintájára van elmesélve. A második álom, az Állatszimbólum-látomás a bűn–büntetés–szabadulás ciklikus váltakozására épül. Az elbeszélő három korszakra osztja fel a történelmet, a múlt periódusai nála a következők: vízözön története–Izrael története a Makkabeus-felkelésig–a szabadulás kora.
5) Énok levele: ez a rész többféle változatban is fennmaradt: ismerjük két arámi s egy görög nyelvű kéziratát, valamint egy kopt és egy latin nyelvű töredékes szövegvariánsát.
91–105. fejezet: A Hetek apokalipszise tíz periódusra osztja a történelmet, ebből hét már megtörtént: a Teremtés, a vízözön, Ábrahám, a Szináj-hegyi kinyilatkoztatás, a Templom, az igazak kiválasztása. Három periódus fog még eljönni: az igazak győzedelmes felemelkedése, a Templom újjáépítése és a végítélet beköszönte.
6) Noé születése:
106–107. fejezet: Noé névadását és születését meséli el a szerző ebben a könyvben. A vízözön is megjelenik, de mint Isten megújító ígéretét hangsúlyozandó kép, és szó van róla, hogy csak Noé és fiai fogják túlélni a pusztítást.
7) Énok utolsó könyve: az utolsó könyv az egész korpusz összefoglalása.
108. fejezet: A végítéletet tartalmazza, bemutatva az igazakat, akik jutalomban fognak részesülni, mert megvetették az evilági örömöket az égi örömök kedvéért.

## Hatástörténete

### Judaizmus
Valószínűsíthető, hogy az esszénusok, később a qumráni esszénusok között volt liturgiai funkciója Énok első könyvének.
Az i. e. 2. századi Jézus, Sirák fia című deuterokanonikus könyvben többször is megjelenik Énok alakja (16:7, 44:16, 49:14) mint az igaz ember, akit elragadott Isten. Szóba kerül az óriások és bűnös létük is.
A Jubileumok könyvében (i. e. 1. sz.) Mózest találjuk Énokéhoz hasonló szerepben, aki szintén egy angyal által tesz szert fontos tudásra a történelem menetére vonatkozóan, és ugyanúgy Mózes is leírja mindezen ismereteket tanúságtétel formájában. Ugyanakkor a könyvben nem bibliai, hanem kifejezetten az Énok első könyvének részleteit olvashatjuk a Virrasztókkal és az özönvízzel kapcsolatban, többek között, hogy a Virrasztók és az ember lányainak egyesülése tisztátalanságot hozott a földre.
 Énok első könyvének kéziratai az i. e. 2. századtól az i. sz. 1. századig keletkeztek Qumránban. AzÉnok-korpusz és a naptárrendszer feltehetőleg a közösségi élet és liturgia részét képezte, az apokaliptikus motívum-rendszer pedig a qumrániak végítéletről alkotott nézeteit tükrözte. Az ember lányai és a Virrasztók tisztátalan élete a qumrániak értelmezésében alapvetően a bűnös és tisztátalan élet elleni figyelmeztetésként jelent meg, s a tematika alkalmasnak bizonyult arra, hogy a jeruzsálemi kultusz beszennyezése iránti aggodalmukat juttassák kifejezésre vele.
Salamon bölcsességében (i. e. 1. sz.) Énok mint igaz ember jelenik meg, akit elragadott Isten, és habár az emberek tanúi voltak az esetnek, mégsem tanultak belőle (4:10–15). A könyv, hasonlóan az Énok-korpuszhoz, egy mennyei közbenjáró segítségével íródott, továbbá az eszkhatológiája is Énokéhoz hasonló.
A Pszeudo-Jonatán targumban olvasható, hogy az ember lányai gyönyörűek voltak, festették a szemüket, meztelenül jártak, és ebben az időben bukott le Semihaza az égből.

### Kereszténység
Júdás levele pontosan idéz az Énok könyvéből Énok prófétának tulajdonítva az idézett részt:
Róluk is prófétált Énók, aki Ádámtól számítva a hetedik nemzedékben élt, amikor azt mondta: „Nézzétek, eljön az Úr sok ezer szentjével együtt! Eljön, hogy ítéletet tartson mindenki felett, és megbüntessen minden istentelen embert. Elítéli őket minden tettükért, amelyet Isten ellen követtek el, és minden gonosz beszédért, amelyet Isten ellen mondtak.” 
Énok könyve nagy szerepet játszott a korai kereszténységben, Barnabás levelének és Péter apokalipszisének írója is felhasználta. Énok első könyve Jusztinusz, Iraeneusz, Órigenész és Alexandriai Kelemen egyházatyát is inspirálta műveik megírásában. Tertullianus nagy jelentőséget tulajdonított neki, de később a könyvet nem kanonizálta a nyugati kereszténység.
Az etióp kereszténység az első fordítástól kezdve érdeklődött a korpusz iránt, a fordítás legkorábban fennmaradt kéziratai a 15. századból származnak.
Valószínűleg az vezetett az etióp kánonba való kerüléséhez, hogy az etióp egyház szoros kapcsolatot ápolt Alexandriával, és a 4. században, amikor a Biblia etióp fordítása elkészült, Alexandriában ismert és népszerű lehetett Énok könyve. Egy másik tényező, amely nemcsak Énok könyve, hanem más pszeudo-epigrafikus könyvek hagyományba való felvételét is előmozdította, a kanonizációval függ össze, nevezetesen, hogy az etióp egyház nem a héber kanonizálást követte. Énok könyvének bizonyos motívumai, úgymint a duális világkép és az angelológia, rokonságban álltak az etiópok világnézetével és környezetével. Természeti adottságaik, például a magas hegyeik, amelyeket szentként tiszteltek, Énok nyugatra és keletre történő utazásaira emlékeztették őket.

## Énok első könyve magyar nyelven
- Énok könyve (magyar nyelven). churchofgod.hu. (Hozzáférés: 2015. január 11.)
- Énok könyve (magyar nyelven). enok.uw.hu. (Hozzáférés: 2015. január 11.)
- Henoch apokalypsise (ford. Hamvas Béla), Bibliotheca, Budapest, 1945, 126 o. (reprint kiadás: Holnap Kiadó, Budapest, 1989, ISBN 963-345-003-9)
- Hénokh könyve; ford. Baán István; in: Apokrifek; szerk. Vanyó László; Szt. István Társulat, Budapest, 1980 (Ókeresztény írók)
- Henok könyvei; szerk. Fröhlich Ida, Dobos Károly Dániel, ford. Dobos Károly Dániel, Fröhlich Ida, Hollós Attila; PPKE BTK, Piliscsaba, 2009 (Ószövetségi apokrifek)

## Szakirodalom
- Nickelsburg, G. W. E., 1 Enoch 1. A Commentary on the Book of 1 Enoch (Minneapolis: Fortress, 2001), 9–16., 71–81. o.
- Isaac, E., „Ethiopic Apocalypse of Enoch”, in: J. H. Charlesworth ed., The Old Testament Pseudepigrapha I–II (New York: Doubleday, 1983), I, 8. o.
- Greenfield, Jonas C. – Stone, Michael E., „The Books of Enoch and the Traditions of Enoch” Numen, vol. 26 (1979. június), 91–93. o.
- Grintz, Yehoshua M., „Ethiopic Book of Enoch”, in: Fred Skolnik ed., Encyclopaedia Judaica, vol. 6 (Jerusalem: Keter, 2012), 442–443. o.